# Кане Корсо Италиано
Кане Корсо Италиано е порода едри кучета от южноиталиански произход, която се използвани за лична охрана, проследяване, служебни кучета и като кучета пазачи.

## Описание
Кане Корсо е голям италиански Молосър, който е тясно свързан с неаполитанския мастиф. В името и формата си Кане Корсо предшества своя братовчед неаполитански мастиф. Той е добре замускулен и по-малко обемист от повечето други породи Мастиф. Породата е известна като истински и евентуално последен от куриращите мастифи. Кане Корсо обикновено се използва като бойно или пазащо куче (най-често), но са страхотни със семейството и децата. Официалният стандарт Fédération Cynologique Internationale (FCI) очаква идеалните кучета да стоят на холката 58 – 70 см (23 – 28 инча), а женските в долния диапазон (58 – 66 см) и мъжете по-висока (62 – 70 см (24 – 28 инча)). Теглото трябва да е в съответствие с размера и ръста на тези кучета, вариращи от 45 – 50 килограма (99 – 110 фунта) за мъже и от 40 – 45 килограма (88 – 99 фунта) за жени. Главата на Кане Корсо е може би най-важната му характеристика. Той е голям и внушителен. Челото трябва да е плоско и сближено с муцуната. Муцуната е плоска, правоъгълна (когато се гледа отгоре) и като цяло е толкова широка, колкото е дълга; приблизително 33% от общата дължина на черепа (съотношение 2: 1). Очите са с бадемова форма, поставени прави и когато се гледат отпред, поставени малко над линията на муцуната. Предпочитат се по-тъмните очи, но цветът на очите има тенденция да наподобява оттенъка на блясъка в козината. Кане Корсо се появяват в два основни цвята на козината: черен и фаян. Това се модифицира допълнително чрез разреждане на генетични пигменти, за да се създадат &quot;сини&quot; (сиви, от черни) и frumentino или formentino (от фауна, където маската е синьо / сиво) цветове. Бравирането с различна интензивност е често срещано и при двата основни цвята на козината, създавайки Тиграто (черен тинктура) и Гриджо Тиграто (син тигър). Бялата маркировка е често срещана на гърдите, върховете на пръстите на краката, брадичката и моста на носа. Проучване за 2017 г. на 232 кучета Кане Корсо в 25 страни установи средна продължителност на живота 9,3 години, варираща в зависимост от различните цветове на козината. Най-дълго живеещите са били черни тичинки (10.3 години), последвани от безгрижни кучета (10.1 години), сиви тигрени кучета (9.8 години), кокошки кучета (9.0 години), черни кучета (9.0 години), сиви кучета (9.0 години) и други цветни кучета (8.1 години).Тези кучета са послушни и привързани към стопаните си, обичат се с деца и семейство и лесно се обучават. Те са безусловен защитник на собствениците и на собствеността им. Те също могат да бъдат много агресивни към непознати и трудно да се справят от ветеринарна гледна точка. Средният размер на носилката на Кане Корсо е от четири до шест кученца.

## Характер
Невероятно добро сработване със стопанина, използвано преди всичко за охрана, а впоследствие и като домашен любимец предвид привързаността му към семейството. Обича деца. В Италия породата се е наложила като „куче на мафията“, заради нрава му досущ приличащ на член на Коза Ностра – себеотдаден и любвеобилен към всички членове на фамилията, и жесток към всички, които я наранят. Притежава спокойствие и вдъхва респект присъщи за уравновесените и държащи под контрол положението огромни породи. Кане Корсо никога не атакува без причина. Може наоколо да е пълно с всевъзможни дразнещи го котки, други кучета или странични шумове, ако стопанина не му подаде команда то остава безмълвно. Изключително податливо към дресировка. Понякога не се нуждае и от думи, един поглед е достатъчен за това интелигентно куче, за да разбере какво се желае от него. Внушителните му габарити създават впечатление за тромавост и трудноподвижност. Ще се изненадате с каква лекота прескача препятствия или догонва зададена цел. Кучето се подчинява на всички в семейството, но избира само един от тях за свой стопанин и смята неговата дума за неоспорим закон. Когато дълго време той отсъства корсото страда, има нужда от човешка близост и внимание, за което се отплаща с подчинение и любов.

## История
Кане Корсо се счита за потомък на старото римско войнско куче Канис Пугнакс или Молосър. Името му произлиза от тръстика да корсо, стар термин за порода ловни кучета, използвани в селските дейности за добитък и свине, като различен от камерата на бастун, която обозначава кучето за улов, държано като бодигард. В близкото минало разпространението му бива ограничено до някои райони на Южна Италия, особено в Базиликата, Кампания и Апулия.
Подобни едри породи ловни кучета присъстват в Италия от векове, представени например в творчеството на художници  като Бартоломело Пинели. В началото на 20 век този тип кучета или ландшафти не са били толкова известни в страната им както преди и са представени на изложение за кучета за първи път през 1914 г. в Милано, изненадвайки съдията на шоуто Фабио Кайели. Кайели и собственикът на кучето Марио Монти обиколиха Италия, търсейки кучета от същия тип, за да образуват порода.
Пиеро Сканзиани беше писател, очарован от кучета и намери това синьо тичино италианско куче в кучешка изложба през 40-те години. Това беше тип куче, което според него беше легендарният изчезнал Молос, цитиран от Колумела и други писатели. Те бяха типът куче, възстановено от Кайели и Монти, но все още не бяха многобройни. Сканзиани започнал да развъжда породата и я нарекъл Молосо или Молосо Италиано. Гуалионе е първото куче, придобито от Сканциани и е патриарх на Молосо. Сазиани пише за Молосо, която публикува породата и позволява нейното официализиране и признаване от Италианския киноложки клуб през същото десетилетие. Първият стандарт за порода цитира имената Кане Корсо, а мастино и бастун преса като синоними на Молосо. В следващите години новата порода възприема само името Мастино Наполеано и придобива различни физически черти през десетилетията, които го отделят от старите си синоними.
Кучетата от стария стандарт обаче продължават да съществуват паралелно и дискретно и са известни от много имена, включително Кане Корсо и Дого де Пуглия.
Тъй като животът се променя в южните италиански селски стопанства през 20 век, Корсо започва да става рядкост. Група ентусиасти като Паоло Бребер започват дейности по възстановяване, предназначени да върнат кучето от близо до изчезване в края на 70-те години. До 1994 г. породата е приета изцяло от Италианския киноложки клуб (ENCI) като 14-а италианска порода кучета. FCI временно прие Корсо през 1997 г., а десет години по-късно бе напълно признат в международен план. В САЩ Американският киноложки клуб за първи път призна Кане Корсо през 2010 г. Популярността на породата продължава да расте, като се класира на 40-о място в Съединените щати през 2016 г., скок от 50-о място през 2013 г. и 60-о през 2012 г. породата се използва като пазач, защита, проследяване и полицейско куче.